# Sin (Nine Inch Nails)
Sin (conosciuto anche come Halo 04) è un singolo dei Nine Inch Nails, estratto dall'album Pretty Hate Machine e pubblicato nel 1990.

## Il singolo
"Sin" è la quarta pubblicazione ufficiale dei Nine Inch Nails e il terzo singolo estratto dall'album di debutto Pretty Hate Machine (i precedenti furono Down in It e Head Like a Hole). Le tracce presenti nel singolo sono 3 remix di Sin e una cover dei Queen, Get Down, Make Love. Tale canzone, è la prima cover in assoluto registrata dalla band di Cleveland.

### Edizioni
- TVT Records TVT 2617-0 - US 12" Vinyl
- TVT Records TVT 2617-1 - US 12" Vinyl
- TVT Records TVT 2617-2 - US CD
- Island Records CID 508 866 151/2 - UK CD

### Tracce

#### US version
1. "Sin (long)" (remixed by Adrian Sherwood, Keith LeBlanc) - 5:51
2. "Sin (dub)" (remixed by Sherwood, LeBlanc) - 5:00
3. "Get Down, Make Love" (engineered by Jeff "Critter" Newell, Al Jourgensen, Trent Reznor, Sean Beaven) - 4:19
4. "Sin (short)" (remixed by Sherwood, LeBlanc) - 4:19

#### UK version
1. "Sin (short)" (remixed by Sherwood, LeBlanc) - 4:19
2. "Sin (long)" (remixed by Sherwood, LeBlanc) - 5:51
3. "Get Down, Make Love" (engineered by Jeff "Critter" Newell, Alien Jourgensen, Trent Reznor, Sean Beaven) - 4:19
4. "Sin (dub)" (remixed by Sherwood, LeBlanc) - 5:00